# Fisklösen (Karlskoga socken, Värmland, 659610-142598)
Fisklösen är en sjö i Karlskoga kommun i Värmland och ingår i Göta älvs huvudavrinningsområde. Sjön är 13 meter djup, har en yta på 0,0502 kvadratkilometer och är belägen 144,9 meter över havet.

## Delavrinningsområde
Fisklösen ingår i det delavrinningsområde (658372-142676) som SMHI kallar för Mynnar i Timsälven. Medelhöjden är 177 meter över havet och ytan är 66,25 kvadratkilometer. Det finns ett avrinningsområde uppströms, och räknas det in blir den ackumulerade arean 99,51 kvadratkilometer. Trösälven som avvattnar avrinningsområdet har biflödesordning 4, vilket innebär att vattnet flödar genom totalt 4 vattendrag innan det når havet efter 290 kilometer. Avrinningsområdet består mestadels av skog (67 procent) och jordbruk (14 procent). Avrinningsområdet har 0,14 kvadratkilometer vattenytor vilket ger det en sjöprocent på 0,2 procent. Bebyggelsen i området täcker en yta av 1,58 kvadratkilometer eller 2 procent av avrinningsområdet.